# Glorioza

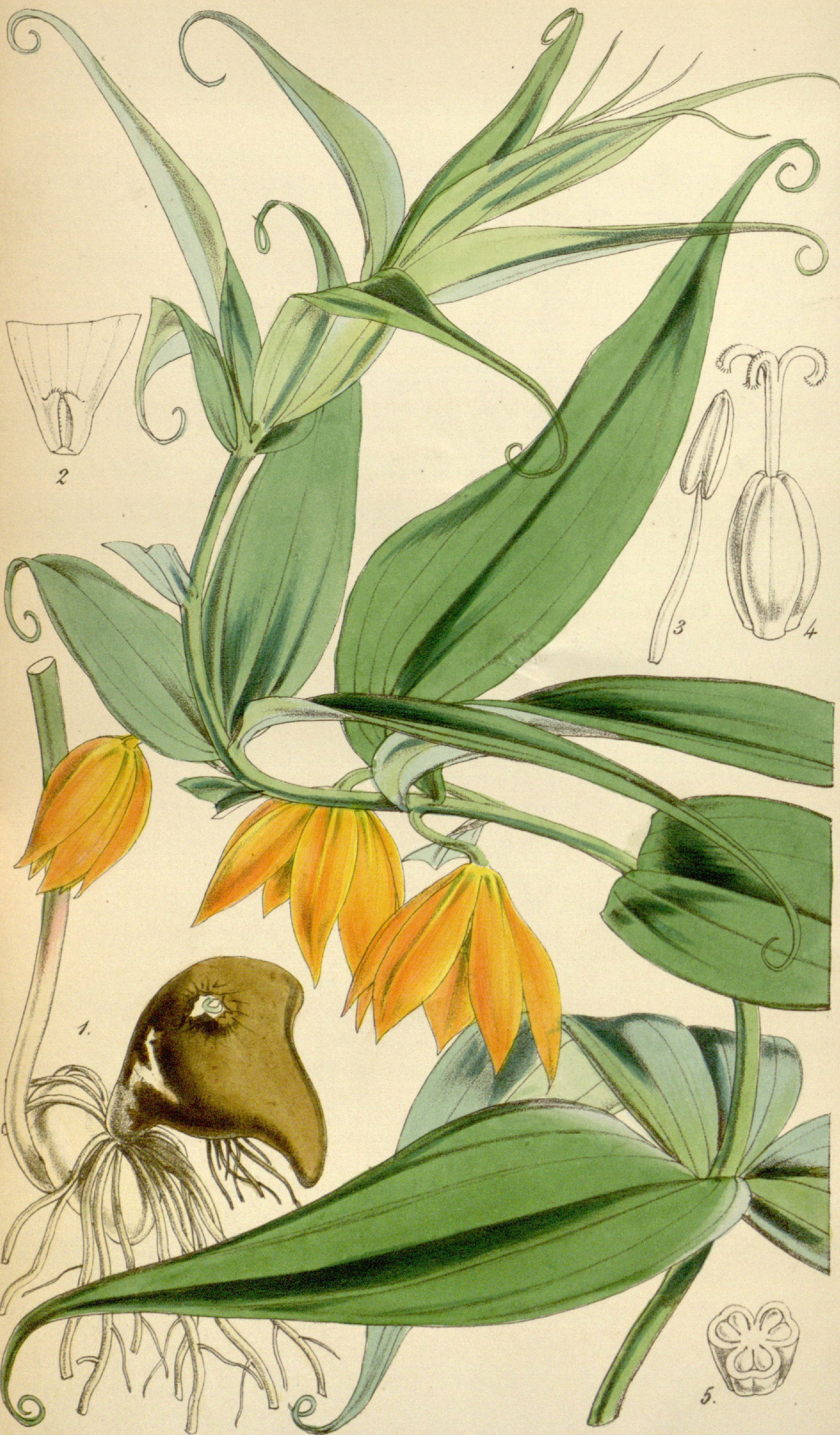
Gloriosa modesta

Glorioza (Gloriosa L.) – rodzaj wieloletnich, ziemnopączkowych pnączy z rodziny zimowitowatych, obejmujący 10 gatunków pochodzących z tropikalnej i południowej Afryki. Zasięg jednego gatunku, gloriozy wspaniałej (Gloriosa superba L.) obejmuje również subkontynent indyjski i Azję Południowo-Wschodnią; został on również naturalizowany w Australii i Oceanii. 

## Zasięg geograficzny
W Afryce gloriozy występują naturalnie od Gambii i Gwinea Bissau przez Burkina Faso, Niger, Czad do Erytrei na północy po Kraj Przylądkowy na południu, a także na Madagaskarze i Seszelach. Jedynym gatunkiem występującym naturalnie poza Afryką jest glorioza wspaniała, której zasięg występowania obejmuje subkontynent indyjski (z wyjątkiem Bangladeszu), Półwysep Indochiński, południowo-środkowe Chiny, Półwysep Malajski oraz Jawę, Małe Wyspy Sundajskie i Sulawesi. Gatunek ten został naturalizowany również w Papuazji, na Wyspach Salomona, w Australii, na terytorium Nowej Południowej Walii i Queensland), a także na Wyspie Norfolk, oraz w Oceanii, na Fidżi, Wyspach Gilberta, Nauru i Sporadach Środkowopolinezyjskich. Poza tym glorioza wspaniała oraz jej kultywary uprawiane są na całym świecie.

## Morfologia
PokrójZielne pnącza.
ŁodygaPędem podziemnym jest nieregularna, mięsista bulwa pędowa (według niektórych autorów skrócone, bulwiaste kłącze). Pęd naziemny smukły, wzniesiony lub wydłużony i pnący, niekiedy rozgałęziony.
LiścieUlistnienie skrętoległe, naprzeciwległe lub okółkowe. Liście łodygowe, siedzące. Blaszki liściowe równowąskie do jajowatych, wierzchołkowo przechodzące w wąs czepny.
KwiatyRośliny tworzą kilka dużych, obupłciowych, sześciopręcikowych, szypułkowych lub siedzących kwiatów, wyrastających z pachwin górnych liści, pojedynczo lub kilka zebranych w baldachogrono lub skrętek. Okwiat pojedynczy, sześciolistkowy, dzwonkowaty (np. G. modesta) lub odgięty do tyłu (np. G. superba). Listki okwiatu podługowate lub lancetowate, żółte, pomarańczowe lub czerwone, niekiedy dwukolorowe, wolne lub zrośnięte u nasady, niekiedy z falistymi brzegami. Pręciki umieszczone u nasady listków okwiatu, krótsze od nich. Nitki pręcików nitkowate. Główki pręcików równowąsko-podługowate. Zalążnia siedząca, trójkomorowa. Szyjka słupka długa, nitkowata, wierzchołkowo rozwidlona na trzy szydłowate końcówki, u niektórych gatunków u nasady ostro odgięta.
OwoceTwarde torebki, jajowate do cylindrycznych, pękające przegrodowo. Nasiona niemal kuliste, gąbczaste, o jasnoczerwonej łupinie. Zarodek bardzo drobny.

## Biologia i ekologia
RozwójByliny, geofity ryzomowe. W porze suchej nadziemne części gloriozy obumierają i rośliny przechodzą okres spoczynku.
Cechy fitochemiczneRośliny zaliczane do tego rodzaju zawierają silnie trujące alkaloidy, przede wszystkim kolchicynę, gloriozynę i superbinę.
GenetykaLiczba chromosomów 2n = 14, 18, 22, 44, 66, 77, 84, 88, 90.

## Systematyka
Historia badań taksonomicznychRodzaj glorioza opisany został przez Linneusza w 1753 roku jako takson monotypowy, obejmujący gatunek Gloriosa superba. W 1767 Linneusz wyodrębnił do osobnego gatunku, Gloriosa simplex, rośliny występujące w Azji. W XIX i pierwszej połowie XX wieku opisano kilkanaście innych gatunków gloriozy, głównie bazując na różnicach w budowie i kolorystyce okwiatu. Pod koniec XX wieku niektórzy botanicy (np. Field 1972, Thulin 1995, Kubitzki 1997) postawili tezę, że wszystkie wyróżnione wcześniej gatunki opisują jedną, wysoce zmienną roślinę oraz jej kultywary. W 1998 roku opisano odkrytą w Afryce roślinę, która morfologicznie stanowiła ogniwo pośrednie między przedstawicielami rodzaju glorioza i rodzaju Littonia. Autorzy zaproponowali połączenie obu rodzajów. W roku 2003 Vinnersten i Reeves przedstawili wyniki badań filogenetycznych rodziny zimowitowatych, potwierdzające obie wcześniej stawiane tezy. Na podstawie wyników tych badań większość wyróżnianych dotychczas gatunków gloriozy zostało uznanych za synonimy Gloriosa superba (np. Govaerts w World Checklist of Seed Plants, Germishuizen i Meyer w Plants of Southern Africa: an annotated checklist, Hoenselaar w Flora of Tropical East Africa Colchicaceae, Timberlake i Martins w Flora Zambesiaca). W roku 2007 Vinnersten i Manning, w A New Classification of Colchicaceae, przedstawili rewizję systematyki rodziny zimowitowatych. Na ich podstawie rodzaj Littonia został ostatecznie włączony do rodzaju glorioza.
Pozycja rodzaju według Angiosperm Phylogeny Website (aktualizowany system APG IV z 2016)Rodzaj zaliczany jest do plemienia Colchiceae w rodzinie zimowitowatych (Colchicaceae), należącej do rzędu liliowców (Liliales) zaliczanych do jednoliściennych (monocots).
Pozycja rodzaju w innych systemachW systemie Cronquista z 1981 roku rodzaj zaliczany był do rodziny liliowatych w rzędzie liliowców, podklasie liliowych w klasie jednoliściennych. W systemie Takhtajana z 1997 roku rodzaj zaliczony został do plemienia Glorioseae w podrodzinie Wurmbeoideae wyróżnionej w rodzinie zimowitowatych, zaklasyfikowanej do rzędu zimowitowców (Colchicales). W ostatniej wersji tego systemu, opublikowanej w roku 2008, autor zaliczył rodzaj glorioza do plemienia Glorioseae w podrodzinie Colchicoideae w rodzinie zimowitowatych, w rzędzie liliowców.
Gatunki
- Gloriosa aurea Chiov.
- Gloriosa baudii (A.Terracc.) Chiov.
- Gloriosa flavovirens (Dammer) J.C.Manning & Vinn.
- Gloriosa lindenii (Baker) J.C.Manning & Vinn.
- Gloriosa littonioides (Welw. ex Baker) J.C.Manning & Vinn.
- Gloriosa modesta (Hook.) J.C.Manning & Vinn.
- Gloriosa revoilii (Franch.) J.C.Manning & Vinn.
- Gloriosa rigidifolia (Bredell) J.C.Manning & Vinn.
- Gloriosa sessiliflora Nordal & Bingham
- Gloriosa superba L. – glorioza wspaniała

## Nazewnictwo
Toponimia nazwy naukowejNazwa rodzaju pochodzi od łacińskiego słowa gloriosa – wspaniała, pełna chwały.
Zwyczajowe nazwy polskieW roku 1852 Ignacy Rafał Czerwiakowski w pracy Opisanie roślin jednolistniowych lekarskich i przemysłowych opisał ten rodzaj pod dwiema nazwami naukowymi (Gloriosa i Methonica), podając również dwie nazwy polskie: pysznokwiat i wdziękosława. W roku 1894 Erazm Majewski w Słowniku nazwisk zoologicznych i botanicznych polskich... podał kilka polskich nazw tego rodzaju: glorjoza, lilia malabarska, piękna lilia, pysznokwiat, pyszny kwiat i wdziękosława. Glorioza nie została ujęta w Słowniku roślin użytkowych Zbigniewa Podbielkowskiego z 1989 roku i w Słowniku roślin zielnych łacińsko-polskim Wiesława Gawrysia z 2008 roku.

## Zastosowanie

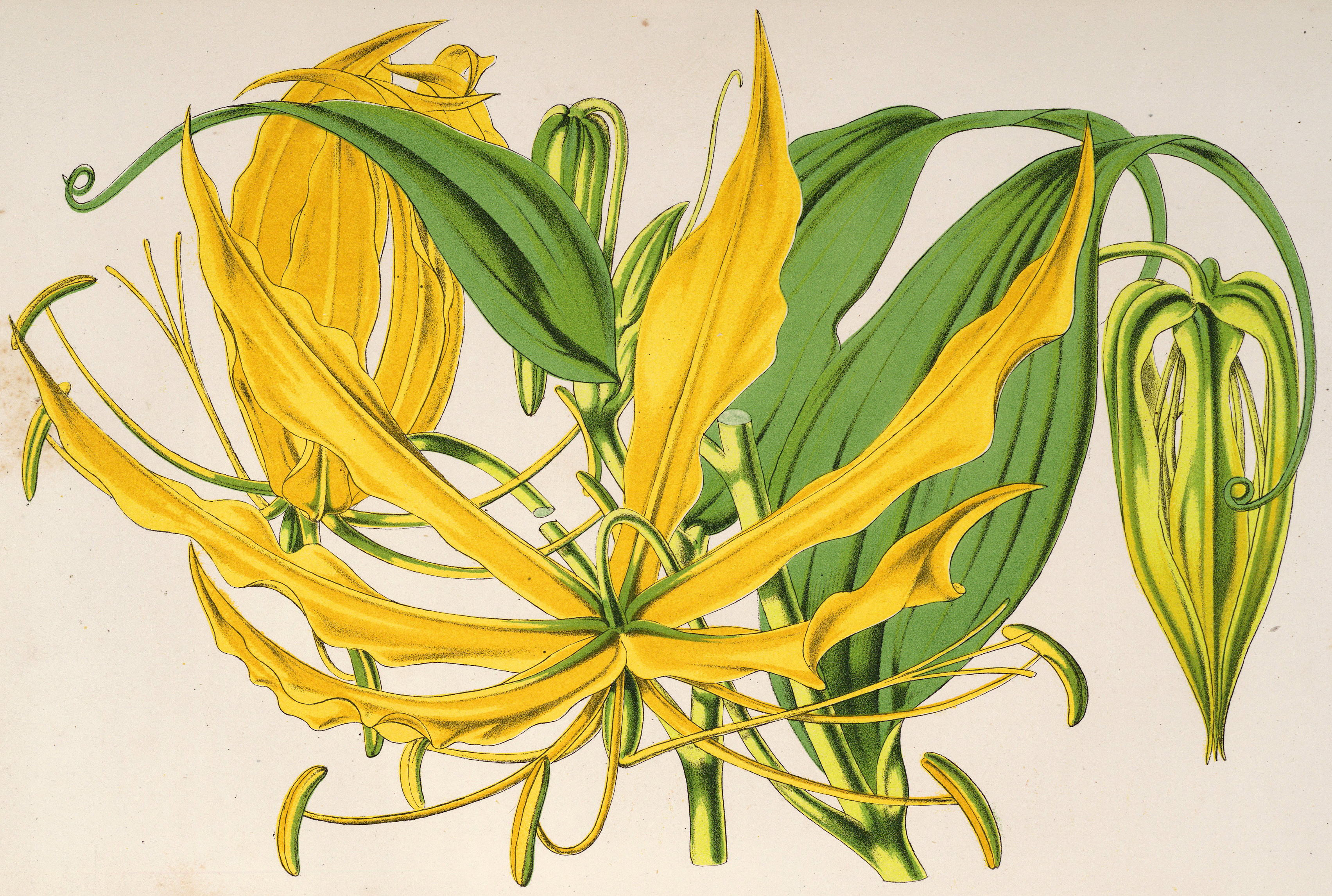
Glorioza wspaniała 'Lutea'

Rośliny ozdobneGlorioza wspaniała oraz jej kultywary, przede wszystkim uznawane niegdyś za osobne gatunki 'Lutea' o żółtych kwiatach (dawniej Gloriosa lutea) i 'Rothschildiana' o kwiatach dwukolorowych z żółtym obrzeżem (dawniej Gloriosa rothschildiana – glorioza Rotszylda), uprawiane są na kwiat cięty oraz jako rośliny ogrodowe (w krajach o klimacie gorącym) lub pod osłonami (w chłodniejszych rejonach), a także jako rośliny pokojowe. Jako roślina ogrodowa uprawiana jest również Gloriosa modesta o dzwonkowatych, żółto-pomarańczowych kwiatach.
Rośliny leczniczeGlorioza wspaniała znajduje różnorodne zastosowania w medycynie tradycyjnej Afryki i Azji.
Rośliny magiczneKwiaty gloriozy wspaniałej używane są w Tamil Nadu w Indiach w praktykach religijnych, a w wielu krajach Afryki do celów magicznych